# Marie Oesterley
Marie Oesterley (* 1. Oktober 1842 in Göttingen; † 16. August 1917 in Hannover) war eine deutsche Malerin.

## Leben und Werk

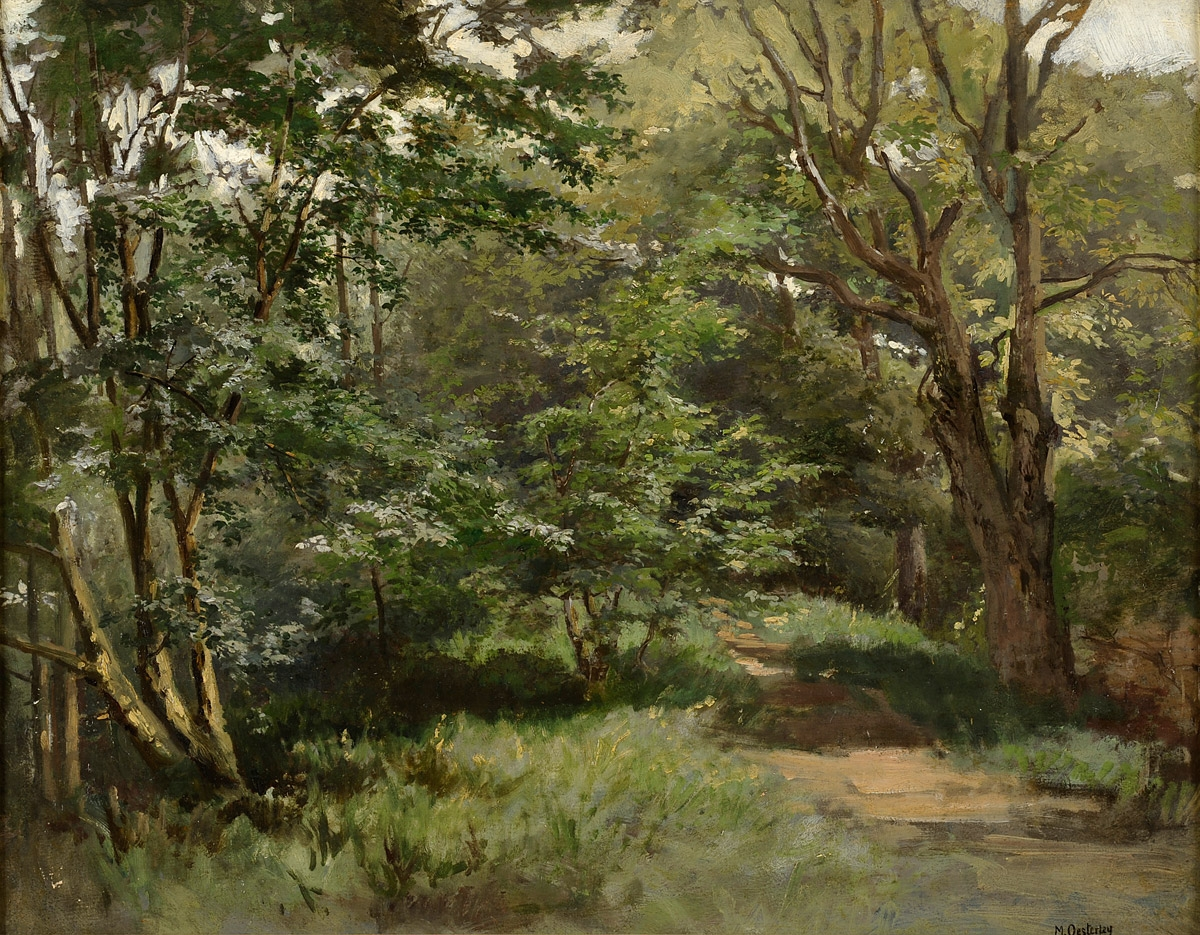
Waldidyll, Ölgemälde um 1916

Marie Oesterley absolvierte ihre Ausbildung bei ihrem Vater, Carl Oesterley senior, und bei ihrem älteren Bruder, Carl Oesterley junior. Ihre jüngere Schwester Luise Oesterley (1845–1925) durchlief ihre Ausbildung ebenfalls im familiären Umfeld.
Marie Oesterley lebte und arbeitete anfangs in Karlsruhe, in späteren Jahren in München. Sie malte insbesondere Porträts und Stillleben.

## Ehrungen
Nachdem der Rat der Stadt Hannover 1999 beschlossen hatte, neue Straßen überwiegend nach Frauen zu benennen, die in der Geschichte der Stadt eine bedeutende Rolle gespielt haben, wurde im August 2011 eine Broschüre herausgegeben, die Angaben über bisherige Straßenbenennungen nach weiblichen Persönlichkeiten gibt und eine Reihe von Personen listet, nach denen zukünftig Straßenbenennungen erfolgen sollten. Unter letzteren ist auch eine Kurzbiographie zu Marie Osterley enthalten. Ein schon 1745 als Teil der Große Barlinge existierender Weg im (heutigen) Stadtteil Südstadt, der 1899 in Oesterleystraße umbenannt wurde, bezieht sich auf den Vater und Hofmaler Carl Oesterley.